# Аарон Ванандеци
Ааро́н Ванандеци́ (арм. Ահարոն Վանանդեցի) — армянский писатель, историк, автор «Истории Креста Нины».

О биографии Ванандеци ничего не известно — ни личность его, ни хронология жизни не определены. Традиционно считался автором IX века, однако современные исследователи датируют его труд первой половиной X века, или даже XI веком. Единственное сохранившееся сочинение Ванандеци — исторический труд «История святого Креста Нины, предводительницы Иверской страны» (арм. «Պատմութիւն սրբոյ նշանի Նունեի` Վրաց տան առաջնորդի»), в котором Аарон называет себя потомком иерея V века Гевонда из села Иджаван области Вананд. «История Креста Нины» написана на основе более ранних агиографических сочинений о св. Нине, св. Шушаник, св. Сааке, а также на исторических трудах Мовсеса Хоренаци, Агатангелоса и других армянских и грузинских историков.